# Амаглобелі Нодарі Сардіонович
Нодарі (Нодар) Сардіонович Амаглобелі (24 серпня 1930, місто Тифліс, тепер Тбілісі, Грузія — 9 квітня 2004, місто Тбілісі, Грузія) — грузинський радянський науковець в галузі фізики високої енергії, ректор Тбіліського державного університету. Кандидат фізико-математичних наук (1962), доктор фізико-математичних наук (1975), професор, член-кореспондент Академії наук Грузинської РСР (1979), дійсний член Академії наук Грузинської РСР (1988). Член ЦК КПРС у 1990—1991 роках. Народний депутат СРСР (1989—1991). Депутат парламенту Грузії 4—5-го скликань.

## Життєпис
Закінчив середню школу в місті Кобулеті Грузинської РСР. З 1952 року працював лаборантом кафедри Тбіліського державного університету імені Сталіна.
У 1953 році закінчив Тбіліський державний університет імені Сталіна.
З 1954 по 1957 рік навчався в аспірантурі Інституту фізики Академії наук Грузинської РСР. У березні 1955 року приїхав до Об'єднаного інституту ядерних досліджень (місто Дубна Московської області) для проходження аспірантського курсу під керівництвом Венедикта Петровича Джелепова.
У 1957—1962 роках — молодший науковий співробітник, старший науковий співробітник Інституту фізики Академії наук Грузинської РСР. У 1962 році захистив дисертацію на здобуття наукового ступеня кандидата фізико-математичних наук.
З 1962 року працював у Тбіліському державному університеті: був старшим науковим співробітником, завідувачем відділу, завідувачем науково-дослідної лабораторії ядерної фізики, з 1973 року — завідувачем проблемної науково-дослідної лабораторії ядерної фізики високих енергій.
Член КПРС з 1973 року.
З 1980 року — директор Інституту фізики ядерних енергій, з 1981 по 1985 рік — проректор Тбіліського державного університету імені Джавахішвілі.
13 вересня 1985 — 27 серпня 1991 року — ректор Тбіліського державного університету імені Джавахішвілі.
З 1991 року — директор Інституту фізики високих енергій. Одночасно з листопада 1991 року — професор відділу загальної фізики Тбіліського державного університету.
З 1992 року — повноправний представник Грузії в Інституті ядерних досліджень Організації Об'єднаних Націй в місті Дубні Московської області.
З 1994 року — член Президії Академії наук Грузії. Визнаний дослідник експериментальної фізики елементарних частинок і атомних ядер. Автор понад 150 наукових праць, багато з яких опубліковано в престижних закордонних наукових виданнях.
У 1995—1999 роках був депутатом парламенту Грузії 4-го скликання за партійним списком виборчого блоку «Союз громадян Грузії». У 1999—2004 роках був депутатом парламенту Грузії 5-го скликання за партійним списком виборчого блоку «Союз громадян Грузії», обирався головою комітету з питань науки, освіти та культури.
Помер 9 квітня 2004 року в Тбілісі.

## Нагороди і відзнаки
- орден Честі (Грузія) (2000)
- орден Дружби (Російська Федерація) (10.04.1996) — за плідну діяльність у розвитку міжнародного співробітництва в галузі ядерних досліджень
- медалі
- Державна премія Грузинської РСР (1985)
- Премія Петра Мелікішвілі (1976)
- Заслужений діяч науки Грузинської РСР